# Dryopithecidae
Họ Vượn cổ rừng rậm (danh pháp khoa học: Dryopithecidae) là một họ trong bộ Linh trưởng gồm 1 chi đã tuyệt chủng Dryopithecus với hóa thạch của 5 loài đã biết là:
- †Dryopithecus wuduensis
- †Dryopithecus fontani
- †Dryopithecus brancoi
- †Dryopithecus laietanus
- †Dryopithecus crusafonti

## Hình ảnh

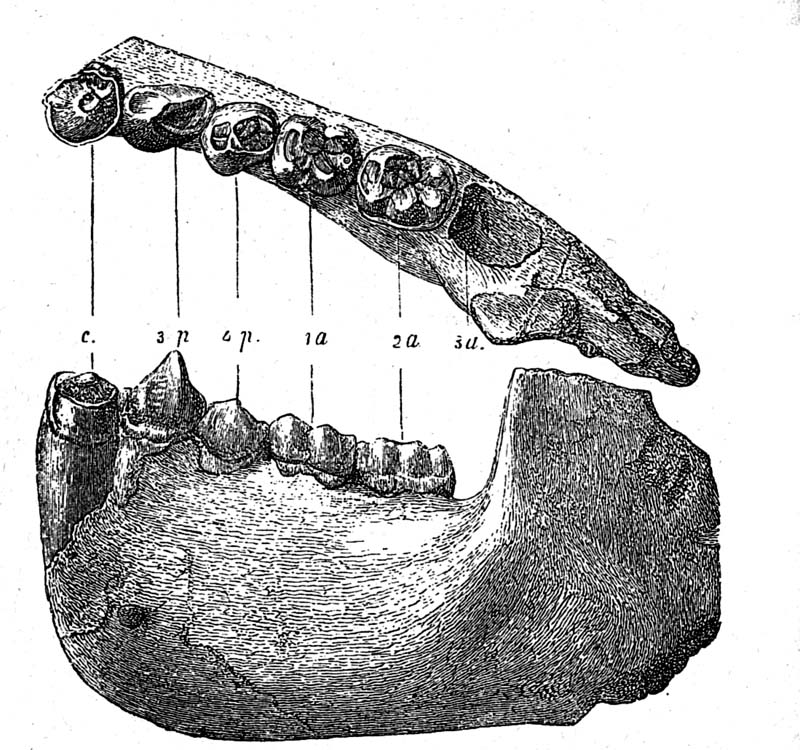